# Constitution Hill

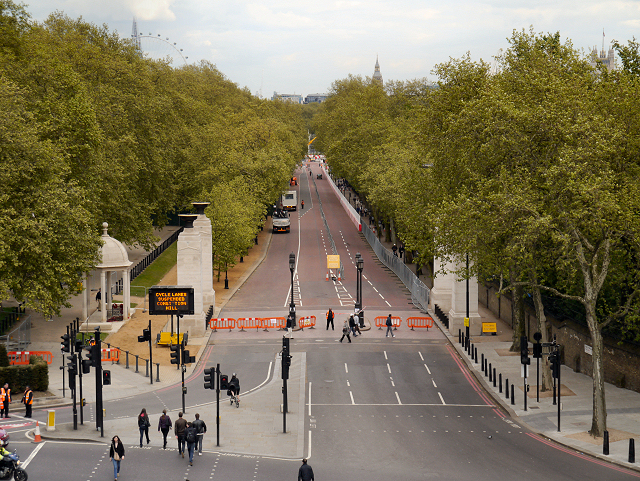
Constitution Hill desde el Arco de Wellington.

Constitution Hill es una calle de la Ciudad de Westminster, Londres. Conecta el extremo oeste de The Mall, frente al Palacio de Buckingham, con Hyde Park Corner, y está bordeada por el Jardín del Palacio de Buckingham y Green Park. El término Hill («colina») es una especie de nombre erróneo; apenas hay una pendiente detectable y la mayoría de observadores considerarían que la calle es llana. Antiguamente discurría a lo largo de este recorrido un camino que fue mejorado en la década de 1820, en conexión con el desarrollo del Palacio de Buckingham. Forma una ruta oficial desde el palacio hasta Hyde Park. Actualmente, está cerrada al tráfico los domingos.
La calle obtuvo su nombre en el siglo xvii debido a la costumbre del rey Carlos II de dar paseos «constitucionales» aquí. En el mapa de Strype de 1720, es denominada Road to Kensington («carretera de Kensington»). En el mapa de John Smith de 1724, es llamada Constitution Hill.
Fue el escenario de tres intentos de asesinato de la reina Victoria: en 1840 (por Edward Oxford), 1842 (por John Francis) y 1849 (por William Hamilton). En 1850, el antiguo primer ministro Conservador Sir Robert Peel fue arrojado de su caballo en Constitution Hill junto a la puerta de Green Park; sufrió heridas mortales y falleció tres días más tarde.
El Arco de Wellington en Hyde Park Corner era originalmente la culminación de la ruta, pero ahora el efecto está algo difuminado puesto que el arco se encuentra en el centro de una ajetreada mediana. Hay un reciente memorial de guerra a los soldados de la Commonwealth cerca de la parte más alta de Constitution Hill, justo antes de Hyde Park Corner, llamado Memorial Gates.
En los años sesenta se instalaron grandes farolas de hormigón en Constitution Hill, pero gracias a la pronta intervención del actor y entusiasta ecologista Spike Milligan, fueron retiradas en unos pocos días y todavía se conservan las antiguas farolas de gas.